# Les Amants trahis

Les Amants trahis est le titre d'une cantate de Jean-Philippe Rameau.
La cantate date peut-être 1721 (celle de la copie qui en a été conservée) ou avant. Cette cantate se distingue par son caractère comique, sa destination à deux voix, et parce qu'elle est la plus longue de toutes celles composées par Rameau.
Elle est écrite pour deux voix (haute-contre et basse-taille), accompagnement de viole et basse continue.
Les amants trahis sont Tircis et Damon, noms tirés des églogues de Virgile ce qui situe la scène parmi les bergers et bergères idéalisés de l'Arcadie.
Tircis et Damon ont perdu leurs bien-aimées respectives, et réagissent chacun d'une différente manière. 

Cependant que Tircis (haute-contre) se lamente de ce que Cloris l'a quitté, Damon (basse-taille) a pris le parti d'en rire et de garder sa bonne humeur en relativisant l'importance de sa propre mésaventure avec Sylvie.

Damon finit par convaincre son camarade d'infortune d'oublier sa trop volage amante que tant d'autres peuvent remplacer.
Cette cantate comporte des récitatifs, des airs de caractères variés, des duos. L'auteur du texte n'est pas connu.